# L'arca di Noè/Aria di settembre
L'arca di Noè / Aria di settembre pubblicato nel 1970 è un 45 giri della cantante italiana Iva Zanicchi. 

## Tracce
Lato A
- L'arca di Noè - 3:32 - (S. Endrigo)

Lato B
- Aria di settembre - 2:27 - (E. Leoni - A. Arazzini)